# Von-Essen-Straßenbrücke

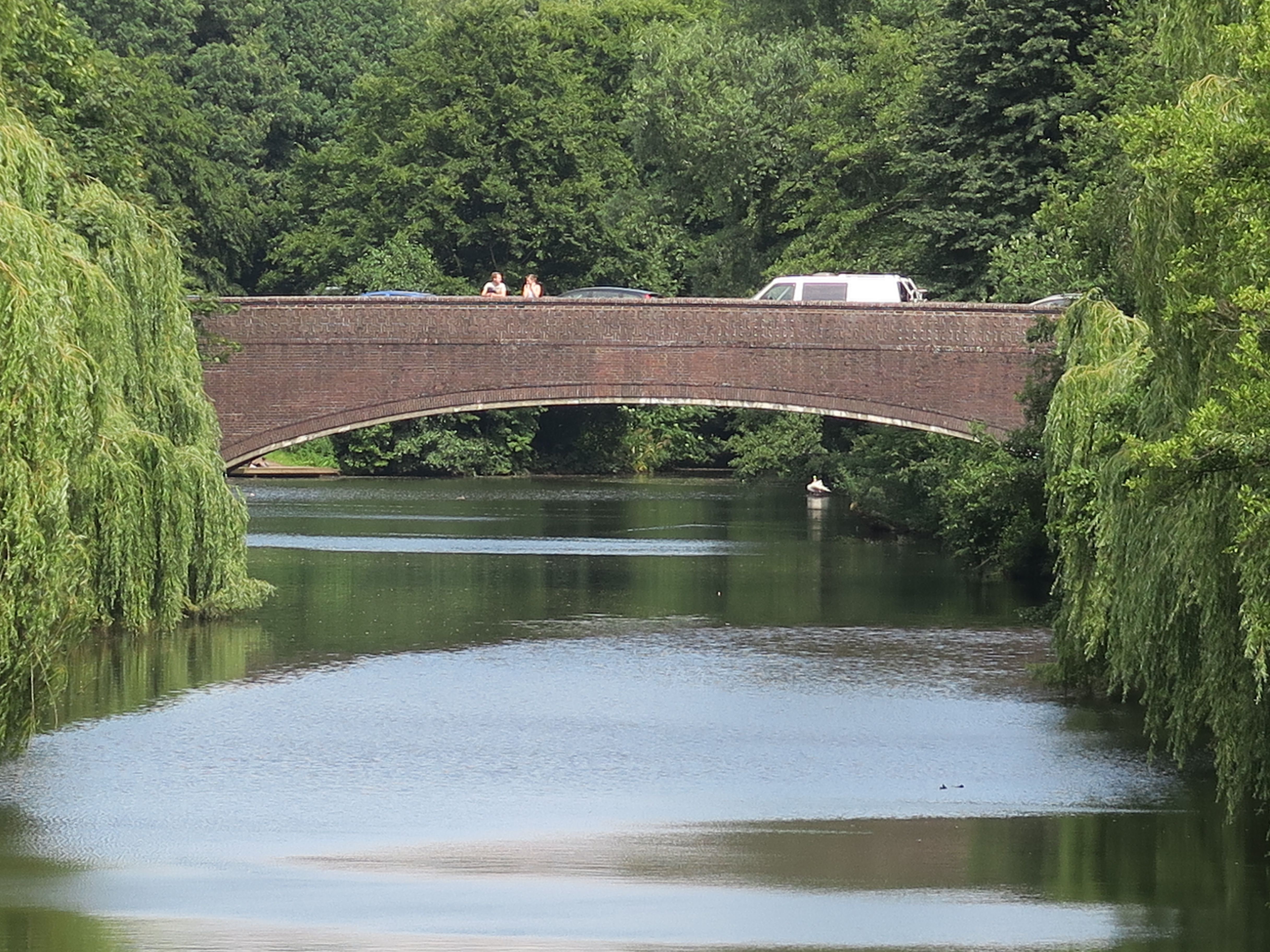
Von-Essen-Straßenbrücke

Die Von-Essen-Straßenbrücke ist eine Straßenbrücke, die im Hamburger Stadtteil Barmbek-Süd über den Eilbekkanal führt. 

## Kulturdenkmal
Die im Jahr 1927 unter dem Hamburger Oberbaudirektor Fritz Schumacher errichtete Einbogenbrücke ist als Kulturdenkmal in der Denkmalliste der Hamburger Kulturbehörde eingetragen.

## Bau
Schumacher entwarf die Brücke in Zusammenarbeit mit dem Bauingenieur Gustav Leo. Die flächig mit Klinker verzierte verblendete Brücke hat eine niedrige Konstruktionshöhe und ruht auf Granitsockeln. Sie hat Zweigelenkrahmen mit Kragarmen aus Plattenbalken. Die Von-Essen-Straßenbrücke ist 25,30 m lang und trägt die Brückennummer 167 sowie die Bauwerksnummer 2426 105.

## Name
Die Von-Essen-Straßenbrücke trägt den Namen der über sie führenden Von-Essen-Straße. An dieser Stelle führte seit dem Jahr 1898 eine Holzbrücke über den Eilbekkanal, die in jenem Jahr gegen eine Stahlbetonkonstruktion ersetzt wurde.